# Typhlopolycystis coeca
Typhlopolycystis coeca är en plattmaskart som beskrevs av Tor Karling 1956. Typhlopolycystis coeca ingår i släktet Typhlopolycystis och familjen Polycystididae. Arten är reproducerande i Sverige. Inga underarter finns listade i Catalogue of Life.